# Linköpings FF
Linköpings FF är en fotbollsförening från Linköping. Föreningen grundades 1981 genom en sammanslagning mellan IF Saab och BK Derby.
År 2009 lade Linköpings FF ned sitt A-lag och hade fram till år 2022 bara ungdomslag. Inför säsongen 2023 meddelade LFF att man återigen skulle ställa ett seniorlag på planen till kommande säsong. Man startar med ett A-lag i Division 6 Södra Östergötland som är ett resultat av sammanslagningen med Malmens FF, samt ett B-lag i Division 7 Södra Östergötland.

## Historia

### IF Saab och BK Derby (1912-1981)

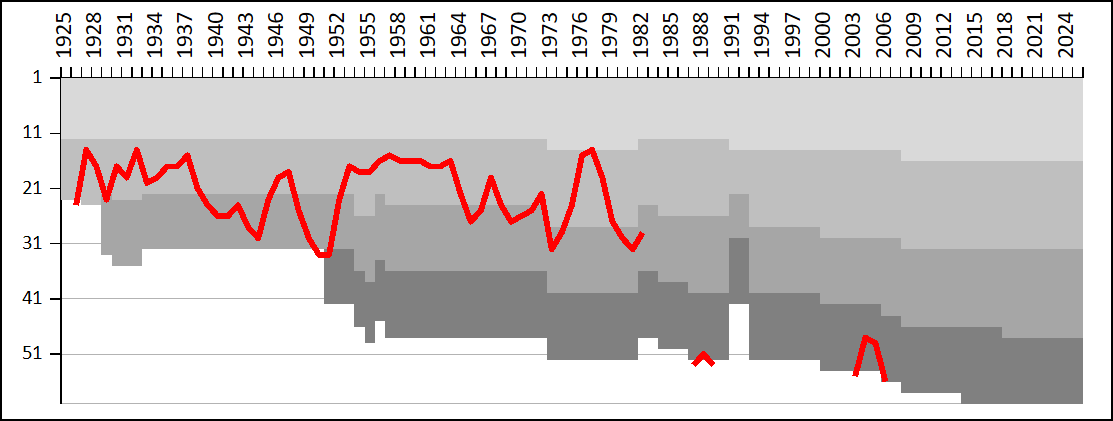
BK Derbys ligaplaceringar 1925-1982

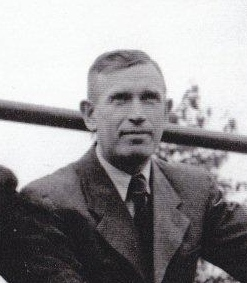
Kálmán Konrád

Idrott i Linköping fick en första skjuts framåt i och med Stockholmsolympiaden 1912 som gjorde att en mängd olika föreningar uppstod i staden, däribland BK Derby som startades av ett kvartersgäng runt Hunnebergsgatan i Gottfridsberg. Klubbens namn hade de tagit från ett cykelmärke. Laget nådde SM-finalen i fotboll redan 1925, då laget dock förlorade mot Brynäs IF, och var både 1932 och 1957 nära avancemang till Allsvenskan. Att Derby i slutet av 1950-talet var så nära den högsta serien berodde bland annat på att klubben hade värvat flera duktiga spelare från Malmö och hade en legendarisk tränare i österrikaren Kálmán Konrád som hade värvats genom att Derby-supportrarna hade samlat in pengar. Men laget etablerade sig snarare i division II och kännetecknades sedan slutet av 1960-talet genom en utmärkt ungdomsverksamhet. Att ungdomsverksamheten expanderade var också ett resultat av den statliga utredningen "Idrott åt alla" från 1969 som ledde till att det statliga stödet till idrotten fördubblades och således blev allt fler barn och ungdomar en del av föreningsidrotten. För Derby specifikt handlade den breda ungdomssatsningen om att bemöta faktumet att fler spelare blev proffs i Sverige. Som mest hade klubben 36 ungdomslag. Denna satsning spreds även till skolorna, Katedralskolan i Linköping vann Skol-SM både 1974 och 1975. Och ett av pojklagen vann 70-iaden 1972. Från detta lag tillhörde fem spelare den trupp som överraskande vann division II 1976 där man lämnade tunga lag som GIF Sundsvall, Sirius och även Saab bakom sig. Efter avancemanget till Allsvenskan sa Derbyordförande Erling Sandberg att man skulle "måla hela stan grön" (Derby spelade i gröna tröjor). Men i praktiken lyckades Derby inte värva någon spelare med allsvensk rutin inför säsongen utan fick istället nöja sig med det lag som hade gått upp i Allsvenskan. En bra vårsäsong med bara en förlust hemma på Folkungavallen följdes av en svag höstsäsong där laget tog med sig enbart en bortapoäng. Inte minst de många uddamålsförlusterna visade att Derby inte höll allsvensk klass och därmed slutade även Derbys äventyr i högsta serien efter bara ett år. Men att laget innehöll en mängd talang visade sig i och med att spelare som Kent Lundqvist och Ruben Svensson lyckades väl i andra klubbar.
Till skillnad från Derby hade IF Saab startats 1941 av ett gäng anställda som hade gemensamt att de jobbade på Saab. På en skogspromenad hade de bestämt sig att starta fotbollslaget och snart öppnades laget upp för icke-anställda. Företaget Saab hade redan på 1940-talet sponsrat diverse lag i Linköping, däribland BK Derby, men på 1950-talet bestämde man sig för att satsa alla resurser på korplaget IF Saab och gick i täten när fotbollen i Sverige professionaliserades. En fusion med IK Airon gav laget en skjuts framåt på 40-talet och kvalade till Allsvenskan 1966, föll dock efter ett 0-7 mot Gunnarstorp. I kvalet 1971 förlorade laget mot Sandviken. Några stora pengar satsade företaget dock inte på fotbollsverksamheten, trots att proffsförbudet hade hävts 1967. När klubben värvade Gunnar Nordahl lyckades Saab att vinna division II 1972 och blev därmed första Linköpingslaget att nå Allsvenskan. Sejouren 1973 blev dock bara ettårig, med ett par resultat som stack ut, bland annat segrar mot IFK Norrköping (2-0) och mot Elfsborg (2-1) samt en tapper insats mot regerande mästare från Åtvidaberg inför drygt 17 000 åskådare på Folkungavallen. Förlusten mot Sirius hösten 1973 beseglade nedflyttningen. Spelaren Kenneth Ahl, snickare till vardags, menar att säsongen föll på att vissa spelare saknade en professionell inställning och menar att spelartruppen på pappret var bättre än en del andra lag som lyckades klara sig kvar i Allsvenskan.

### LFF (1982-2009)
Efter Derbys nedflyttning minskade publiksiffrorna dramatiskt vilket i sin tur hotade klubbens ekonomi. I det läget väcktes tankarna om en sammanslagning med Saabs IF till liv igen. Under kuppartade former försökte klubbledningen att få igenom fusionen, vilket dock väckte starka protester och föranledde medlemmarna, i enlighet med Derbys stadgar, att kräva ett ordinarie årsmöte där man skulle rösta om förslaget. På mötet i januari 1979 avvisades fusionen med en rösts marginal. Eftersom både spelare och ledare hade varit för sammanslagningen, lämnade de allra flesta spelarna både Derby och Saab. Efter det åkte båda klubbarna ner i seriesystemet och återfann sig i division 3 i början av 1980-talet. Återigen kom tankarna om en fusion upp och på årsmötet 1982 gav Derby sitt samtycke under förutsättning att den nya klubben skulle heta Derby/Saab FF. Men när den nya klubbledningen ändrade namnet till Linköpings FF, lämnade Derbys supporterklubb, med Tage Nilsson i spetsen, LFF och återstartade BK Derbys fotbollsverksamhet i division 6. 

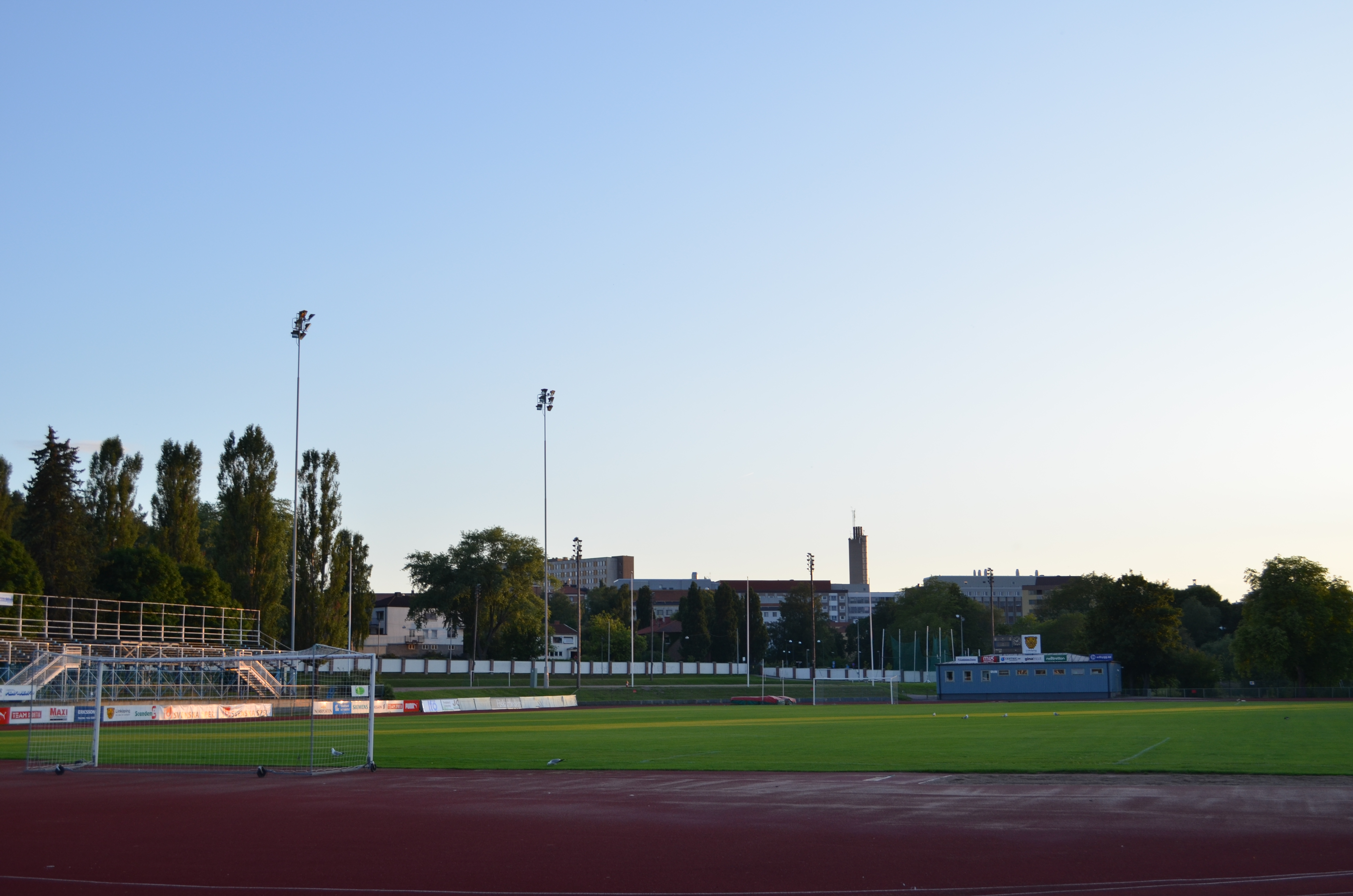
Folkungavallen (2011)

Under de följande årtiondena hade LFF svårt att accepteras som stadens lag och engagerade inte Linköpingspubliken. 1988 slutade LFF på fjärde plats i division 2 som på den tiden var landets tredje högsta liga. Säsongen 1991 värvade föreningen den bulgariske landslagsspelaren Georgi Dimitrov, en spelare som under många år var en av Bulgariens främsta spelare. Bara tre år tidigare betalade den franska storklubben AS Saint-Étienne omkring 12 miljoner kronor för Dimitrov. 
2009 bestämde LFF:s styrelse att ingå en fotbollsallians med bl a Östria Lambohov och Ljungsbro. Den nya alliansen antog namnet FK Linköping och ersatte LFF. Efter ytterligare fusioner med lag som FC Linköpings United, FC Syrianska och Assyriska bildades den nya klubben FC Linköping City vid årsskiftet 2012/13. Linköping City lyckades att nå division 1 år 2018 och var ett år senare nära uppflyttning till Superettan. Men efter interna konflikter och diverse kontraktsbrott som ledde till skulder på över 300 000 kr avvecklades FC Linköping City år 2022.

### LFF Ungdom och nya LFF (2009-idag)
2009, samma år som LFF:s seniorlag slogs ihop med andra klubbar (se ovan), bestämde sig delar av LFF att bilda LFF Ungdom. I och med att Malmens FF, som bildades 1998, blev en del av LFF Ungdom antog föreningen namnet LFF och startade två seniorlag. År 2023 spelade A-laget i division 6 (där man tog över Malmen FF:s plats) medan B-laget spelade i division 7.